# جوقان
جوقان (بالفارسية: جوقان) هي قرية تقع في قسم بيزكي الريفي (مقاطعة تشناران) في إيران. يقدر عدد سكانها بـ 151 نسمة بحسب إحصاء 2016.